# Edward Mortimer

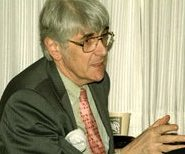
Edward Mortimer (2011)

Edward Mortimer CMG (geboren 22. Dezember 1943 in Burford, Oxfordshire; gestorben 18. Juni 2021) war ein britischer Journalist und UN-Beamter.     

## Leben
Edward Mortimer studierte Neue Geschichte am Balliol College, Oxford und wurde dort zum DLitt promoviert. Er war mit der britischen Künstlerin Elizabeth Mortimer verheiratet. Er arbeitete als Auslandskorrespondent für The Times mit den Schwerpunkten Naher Osten und Mittelmeerregion. Bei der Financial Times wurde er Kolumnist und war dort von 1987 bis 1998 Ressortleiter Außenpolitik. Danach arbeitete er bis 2006 als Direktor für Kommunikation im Büro des Generalsekretärs der Vereinten Nationen in New York. Danach wirkte er als Senior Berater bei der Organisation des Salzburg Seminars und bei den Non-Profit-Beratungsorganisationen Independent Diplomat und Institute for Historical Justice and Reconciliation (IHJR) in Den Haag. Mortimer war Fellow des All Souls College Oxford.
Mortimer veröffentlichte neben seiner journalistischen Arbeit mehrere Monografien zur internationalen Politik. 
2010 wurde er zum Companion of the Order of St Michael and St George (CMG) ernannt.
Er starb im Juni 2021 an einer Krebserkrankung.

## Schriften (Auswahl)
- France and the Africans, 1944-60: A Political History. London : Faber & Faber, 1969.
- Faith and Power, the politics of Islam. New York : Random House, 1982.
- The rise of the French Communist Party, 1920-1947. London : Faber and Faber, 1984.
- Roosevelt's Children: Tomorrow's World Leaders and Their World. Hamish Hamilton Ltd, 1987.
- The World That FDR Built: Vision and Reality. New York : Scribner's, 1989. [FDR = Franklin D. Roosevelt]
- European security after the Cold war : an assessment of the dangers to peace in Europe since the Soviet collapse, and of the Western responses they require. Adelphi paper. London : Brassey's, 1992
- mit Robert Fine (Hrsg.): People, nation and state : the meaning of ethnicity and nationalism. London : I.B. Tauris, 1999.
- Edward Mortimer: Caliph County, Sammelrezension aktueller Bücher zum Thema Islamischer Staat, in: FT, 5. September 2015, S. 10